# 大王QUALLT
大王QUÄLLT（だいおうカルト、1977年1月13日 - ）は、日本の元覆面レスラー。本名：瀬野 優（せの まさる）。
「Ä」の字は特殊記号のため「A」の字で代用される事が多い。

## 経歴
アニマル浜口トレーニングジムでトレーニングを積む。
1997年7月19日、みちのくプロレス八戸市東運動公園体育館大会で瀬野優として対星川尚浩戦でデビュー。
1999年1月17日、みちのくプロレスを退団。3月、大阪プロレスに入団。8月、ルード軍「LOV」の謎の黒頭巾に洗脳されて覆面レスラー「大王QUALLT」に生まれ変わる。黒を基調としたコスチュームともじゃもじゃした頭、黒地に赤いペイントが特徴。
2001年2月、ブラックバファローとGammaの確執からLOVが解散。5月13日、「大阪タッグフェスティバル」にGammaとのタッグで出場して優勝と同時に大阪プロレスタッグ王座を獲得。6月、首の頚椎椎間板ヘルニアが悪化して長期欠場。12月1日、ルード軍「FLUXxx」に加入して復帰。コスチュームを一新して、黄土色を基調とした古代の埴輪を思わせるタイル模様のついたものへと変更。
2002年3月、コスチュームのデザインを変更して黒を基調とし赤い稲妻模様の入ったデザインとなる。
2003年2月、リーダーのGammaがFLUxxを離脱したことで解散。同年、ビッグボス"MA-G-MA"を首領としてルード軍「岸和田愚連隊」を結成。
2004年4月17日、村浜武洋に勝利して大阪プロレス王座を獲得。12月19日、ビリーケン・キッド&タイガースマスク組に勝利してバファローと共に大阪プロレスタッグ王座を獲得。
2005年4月24日、首の頚椎椎間板ヘルニアが完治しないことから引退。
引退後は運転手をしている。

## 得意技
しっかりとした体格が生み出す当たりの強いパワーファイトを得意としている。試合運びとパフォーマンスの見せ方が器用でルードレスラーの持ち味を生かしつつ、くいしんぼう仮面、えべっさん、トルトゥガーと、お笑い試合を繰り広げることも出来た。
フロッグスプラッシュ
バズーカうどん
アルゼンチンバックブリーカーを極めた後に開脚し、シットダウン式フェイスバスターで叩きつける技。
ペディグリー
相手を真っ逆さまに担ぎ上げる高角度式。主にフィニッシャーとして旋回型も用いていた。
チョークスラム

## タイトル歴
- 大阪プロレス王座
- 大阪プロレスタッグ王座
- 大阪タッグフェスティバル優勝